# Anatolijski tepih
Anatolijski tepih ili Anatolijski sag je naziv za tepihe, koji su tkani u Anatoliji u Turskoj ili Maloj Aziji i susjednim regijama.
Zemljopisno, područje proizvodnje može se usporediti s teritorijima kojima je povijesno dominiralo Osmansko Carstvo. To označava i čvorane pletene podne ili zidne obloge koji se proizvode za kućnu uporabu, prodaju na malo ili za izvoz. Anatolijski sagovi, zajedno s ravnim tkanim ćilimima, predstavljaju bitan dio regionalne kulture, koja je službeno shvaćena kao današnja kultura Turske i proizlazi iz etničkoga, vjerskoga i kulturnoga pluralizma jednog od najstarijih središta ljudske civilizacije.
Tkanje tepiha predstavljaju tradicionalni obrti koji datiraju iz prapovijesti. Tepihi su bili tkani mnogo ranije nego čak i najstarije preživjele prostirke poput Pazyryk doline u Sibiru. Tijekom svoje dugogodišnje povijesti, umjetnost i obrt tkanoga pletenoga saga apsorbira i integrira različite kulturne tradicije. Tragovi bizantskog dizajna mogu se promatrati u anatolijskim sagovima.
Turski narodi koji su se selili iz središnje Azije, kao i Armenci, kavkaska i kurdska plemena koja su živjela ili migrirala u Anatoliju u različitim vremenima povijesti pridonijeli su svojim tradicionalnim motivima i ornamentima. Dolazak islama i razvoj islamske umjetnosti duboko su utjecali na anatolijski dizajn tepiha. Njegovi ukrasi i obrasci tako odražavaju političku povijest i društvenu raznolikost ovoga kraja. Ipak, znanstvena istraživanja još nisu bila u stanju pripisati bilo kakvu osobitost dizajna bilo kojoj specifičnoj etničkoj ili regionalnoj tradiciji, niti čak razlikovati nomadske i selekcijske uzorke.